# Melchior Siegel

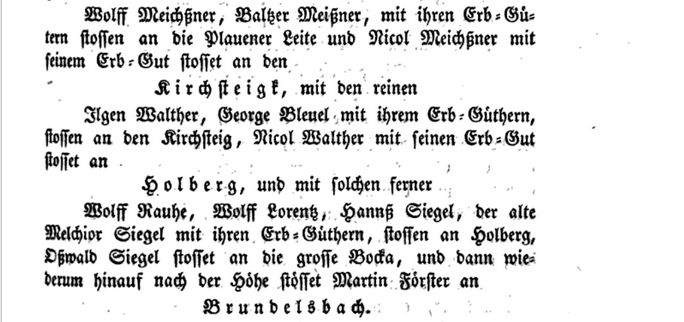
Die Forst- und Holz-Ordnung des Kurfürsten August von Sachsen vom 8. September 1560 erwähnt Melchior Siegel

Melchior Siegel der Ältere (* kurz vor Fastnacht 1515; † 21. Mai 1588 in Eibenstock) war ein kursächsischer Zehntner und Zinnschmelzer sowie Hammerwerksmitbesitzer.

## Leben
Siegel stammte aus einer Dynastie von Hammerherrn aus dem sächsischen Erzgebirge, die auch im Königreich Böhmen investierten. Lorenz Siegel († 1527) ist sein Vater, dieser war als erfahrener Bergmann erst in Sankt Joachimsthal tätig, ließ sich dann jedoch als Zehnter in Eibenstock nieder. Er und sein Bruder Caspar Siegel wurden als Brotmänner bezeichnet, weil sie dafür sorgten, dass Brote von Joachimsthal nach Eibenstock gebracht wurden, da dort eine Mahlmühle fehlte.
Melchior Siegel ist ab 1546 als Hausbesitzer in der böhmischen Bergstadt Platten nachweisbar. Vorübergehend war er auch Mitbesitzer des Muldenhammers.
1557 ließ er sich in Eibenstock nieder, wo er über 30 Jahre bis zu seinem Tode lebte. Auf Antrag wurde ihm am 2. Oktober 1564 gemeinsam mit seinem Bruder Johann (Hans) Siegel vom Kaiser Maximilian ein Familienwappen verliehen.
Das in Schönheiderhammer gelegene Vorwerk kaufte er von Heinrich Uttmann am 4. Apriljul. / 14. April 1584greg.. Schon ein Jahr später erwarb er auch das Hammerwerk und begründete damit die bis zum Beginn des 18. Jahrhunderts reichende Ära des Besitzes dieses Hammerwerkes in der Familie Siegel. 
Am 12. März 1588 erhielt er gemeinsam mit Jacob Kleinhempel (s. u.) die Erlaubnis zum Bau eines Hochofens.

## Familie
Melchior Siegels Tochter Margaretha heiratete am 17. September 1564 in Eibenstock den Hammerherrn Jacob Kleinhempel vom Muldenhammer. Seine Söhne Christoph und Melchior Siegel wurden wie der Vater kursächsische Zehntner. Wolfgang Siegel ist sein Enkel. Sein Sohn Gabriel Siegel wurde 1599 Hammerwerksbesitzer in Breitenbach. Sein Sohn Caspar (* 1552) lebte als Schmelzer in der böhmischen Bergstadt Platten.